# Ion Sturza
Ion Sturza (ur. 9 maja 1960 w Pîrjolteni w rejonie Călărași) – mołdawski polityk i ekonomista, premier Mołdawii od marca do grudnia 1999.

## Życiorys
Ion Sturza urodził się w 1960 w wiosce Pîrjolteni. Ukończył ekonomię na Państwowym Uniwersytecie Mołdawskim w Kiszyniowie. W latach 1983–1985 odbywał służbę wojskową w Armii Radzieckiej. Od 1985 do 1987 był sekretarzem w mołdawskim towarzystwie przyjaźni z krajami zagranicznymi. Od 1987 do 1991 zajmował stanowisko zastępcy dyrektora generalnego towarzystwa handlu zagranicznego „Moldex”. W 1991 założył firmę „Incon”, zajmującą się produkcją żywności w puszkach. Do marca 1999 pełnił funkcję prezesa rady dyrektorów tego przedsiębiorstwa. Wchodził również w skład zarządu międzynarodowego stowarzyszenia producentów soków owocowych (IFU).
Od 1997 był członkiem prezydenckiej rady ekonomicznej. W 1998 został wybrany do parlamentu z listy centrowego bloku Dumitru Diacova. W kwietniu 1998 został mianowany wicepremierem i ministrem gospodarki i reform w gabinecie premiera Iona Ciubuca. W czasie pracy w rządzie był członkiem Międzypaństwowego Komitetu Ekonomicznego WNP.
19 lutego 1999 prezydent Petru Lucinschi nominował Iona Sturzę na stanowisko premiera. 12 marca 1999 jego gabinet został zatwierdzony przez parlament. 5 listopada 1999 parlament odrzucił ustawę zezwalającą na prywatyzację państwowych spółek winiarskich i papierosowych, która była wymagana przez Międzynarodowy Fundusz Walutowy jako warunek niezbędny do przyznania Mołdawii pożyczki w wysokości 35 mln USD. W konsekwencji MFW wstrzymał udzielenie pomocy finansowej. Partia Komunistów Republiki Mołdawii oskarżyła rząd o niekompetencję w działaniu i wystąpiła z wnioskiem o wotum nieufności wobec niego. 9 listopada 1999 parlament, głosami 52 do 48, uchwalił wotum nieufności wobec gabinetu Iona Sturzy. Pełnił on jeszcze funkcję premiera do czasu powołania swego następcy 21 grudnia 1999.
Wycofał się później z działalności politycznej. W 2002 rozpoczął pracę w rumuńskiej firmie naftowej „Rompetrol”, obejmując w strukturach koncernu kierownicze stanowiska. Na przełomie grudnia 2015 i stycznia 2016 na prośbę prezydenta Nicolae Timoftiego podjął nieudaną próbę ponownego utworzenia rządu.